# Draft 2022 de la NFL
2021 2023
La Draft 2022 de la NFL est la 87e draft de la National Football League, permettant aux franchises de football américain de sélectionner des joueurs universitaires éligibles pour y jouer à un niveau professionnel.
L'événement a lieu du 28 avril au 30 avril 2022, au Caesars Forum situé à Paradise dans l'État du Nevada.

## Draft
La draft se compose de 7 tours ayant, généralement, chacun 32 choix. L'ordre de sélection est décidé par le classement général des équipes durant la saison précédente, donc l'équipe ayant eu le moins de victoires va sélectionner en premier et ainsi de suite jusqu'au gagnant du Super Bowl. Les équipes peuvent échanger leurs choix de draft, ce qui fait en sorte que l'ordre peut changer.
Les équipes peuvent enfin se voir attribuer des choix compensatoires. Ces choix sont placés en fin de draft et peuvent être échangés comme tout autre choix depuis 2017. Les choix compensatoires sont remis aux équipes ayant perdu plus de joueurs (et de meilleure qualité) qu'ils en ont signés pendant la free agency.
| Abréviation des positions en football américain | Abréviation des positions en football américain | Abréviation des positions en football américain | Abréviation des positions en football américain | Abréviation des positions en football américain    | Abréviation des positions en football américain    | Abréviation des positions en football américain    | Abréviation des positions en football américain    | Abréviation des positions en football américain    | Abréviation des positions en football américain | Abréviation des positions en football américain |                                     |
| ----------------------------------------------- | ----------------------------------------------- | ----------------------------------------------- | ----------------------------------------------- | -------------------------------------------------- | -------------------------------------------------- | -------------------------------------------------- | -------------------------------------------------- | -------------------------------------------------- | ----------------------------------------------- | ----------------------------------------------- | ----------------------------------- |
| C                                               | Centre                                          |                                                 | CB                                              | Cornerback                                         |                                                    | DB                                                 | Defensive back                                     |                                                    | DE                                              | Defensive end                                   |                                     |
| DL                                              | Defensive lineman                               | DT                                              | Defensive tackle                                | FB                                                 | Fullback                                           | FS                                                 | Free safety                                        |                                                    |                                                 |                                                 |                                     |
| G                                               | Guard                                           | HB                                              | Halfback                                        | K                                                  | Kicker                                             | KR                                                 | Kick returner                                      |                                                    |                                                 |                                                 |                                     |
| LB                                              | Linebacker                                      | LS                                              | Long snapper                                    | OT                                                 | Offensive tackle                                   | OL                                                 | Offensive lineman                                  |                                                    |                                                 |                                                 |                                     |
| NT                                              | Nose tackle                                     | P                                               | Punter                                          | PR                                                 | Punt returner                                      | QB                                                 | Quarterback                                        |                                                    |                                                 |                                                 |                                     |
| RB                                              | Running back                                    | S                                               | Safety                                          | SS                                                 | Strong safety                                      | TB                                                 | Tailback                                           |                                                    |                                                 |                                                 |                                     |
| TE                                              | Tight end                                       | WR                                              | Wide receiver                                   | Article détaillé : Position (football américain) . | Article détaillé : Position (football américain) . | Article détaillé : Position (football américain) . | Article détaillé : Position (football américain) . | Article détaillé : Position (football américain) . |                                                 |                                                 |                                     |
| Légende                                         |                                                 |                                                 |                                                 |                                                    |                                                    |                                                    |                                                    |                                                    |                                                 |                                                 |                                     |
| °                                               | Intronisé au Pro Football Hall of fame          | Intronisé au Pro Football Hall of fame          | Intronisé au Pro Football Hall of fame          | Intronisé au Pro Football Hall of fame             |                                                    | †                                                  | Joueur sélectionné pour le Pro Bowl                | Joueur sélectionné pour le Pro Bowl                | Joueur sélectionné pour le Pro Bowl             | Joueur sélectionné pour le Pro Bowl             | Joueur sélectionné pour le Pro Bowl |

### 1ertour
| Choix | Équipe NFL                         | Joueur                | Position | Équipe universitaire             | Notes                                                 |
| ----- | ---------------------------------- | --------------------- | -------- | -------------------------------- | ----------------------------------------------------- |
| 1     | Jaguars de Jacksonville            | Travon Walker         | DE       | Bulldogs de la Géorgie           |                                                       |
| 2     | Lions de Détroit                   | Aidan Hutchinson †    | DE       | Wolverines du Michigan           |                                                       |
| 3     | Texans de Houston                  | Derek Stingley Jr. †  | CB       | Tigers de LSU                    |                                                       |
| 4     | Jets de New York                   | Sauce Gardner †       | CB       | Bearcats de Cincinnati           |                                                       |
| 5     | Giants de New York                 | Kayvon Thibodeaux     | DE       | Ducks de l'Oregon                |                                                       |
| 6     | Panthers de la Caroline            | Ikem Ekwonu           | OT       | Wolfpack de North Carolina State |                                                       |
| 7     | Giants de New York                 | Evan Neal             | OT       | Crimson Tide de l'Alabama        | Bears → Giants                                        |
| 8     | Falcons d'Atlanta                  | Drake London          | WR       | Trojans de l'USC                 |                                                       |
| 9     | Seahawks de Seattle                | Charles Cross         | OT       | Bulldogs de Mississippi State    | Broncos → Seahawks                                    |
| 10    | Jets de New York                   | Garrett Wilson        | WR       | Buckeyes d'Ohio State            | Seahawks → Jets                                       |
| 11    | Saints de La Nouvelle-Orléans      | Chris Olave           | WR       | Buckeyes d'Ohio State            | Commanders → Saints                                   |
| 12    | Lions de Détroit                   | Jameson Williams      | WR       | Crimson Tide de l'Alabama        | Vikings → Lions                                       |
| 13    | Eagles de Philadelphie             | Jordan Davis          | DT       | Bulldogs de la Géorgie           | Browns → Texans → Eagles                              |
| 14    | Ravens de Baltimore                | Kyle Hamilton †       | S        | Fighting Irish de Notre Dame     |                                                       |
| 15    | Texans de Houston                  | Kenyon Green          | G        | Aggies de Texas A&M              | Dolphins → Texans via les Eagles                      |
| 16    | Commanders de Washington           | Jahan Dotson          | WR       | Nittany Lions de Penn State      | Eagles → Saints → Colts → Commanders,                 |
| 17    | Chargers de Los Angeles            | Zion Johnson          | G        | Eagles de Boston College         |                                                       |
| 18    | Titans du Tennessee                | Treylon Burks         | WR       | Razorbacks de l'Arkansas         | Eagles → Saints → Titans                              |
| 19    | Saints de La Nouvelle-Orléans      | Trevor Penning        | OT       | Panthers de Northern Iowa        | Eagles → Saints                                       |
| 20    | Steelers de Pittsburgh             | Kenny Pickett         | QB       | Panthers de Pittsburgh           |                                                       |
| 21    | Chiefs de Kansas City              | Trent McDuffie        | CB       | Huskies de Washington            | Patriots → Chiefs                                     |
| 22    | Packers de Green Bay               | Quay Walker           | LB       | Bulldogs de la Géorgie           | Raiders → Packers                                     |
| 23    | Bills de Buffalo                   | Kaiir Elam            | CB       | Gators de la Floride             | Ravens → Cardinals → Bills                            |
| 24    | Cowboys de Dallas                  | Tyler Smith †         | OT       | Golden Hurricane de Tulsa        |                                                       |
| 25    | Ravens de Baltimore                | Tyler Linderbaum †    | C        | Hawkeyes de l'Iowa               | Bills → Ravens                                        |
| 26    | Jets de New York                   | Jermaine Johnson II † | DE       | Seminoles de Florida State       | Titans → Jets                                         |
| 27    | Jaguars de Jacksonville            | Devin Lloyd           | LB       | Utes de l'Utah                   | Buccaneers → Jaguars                                  |
| 28    | Packers de Green Bay               | Devonte Wyatt         | DT       | Bulldogs de la Géorgie           |                                                       |
| 29    | Patriots de la Nouvelle-Angleterre | Cole Strange          | G        | Mocs de Chattanooga              | Chiefs → Dolphins → 49ers → Patriots via les Dolphins |
| 30    | Chiefs de Kansas City              | George Karlaftis      | DE       | Boilermakers de Purdue           |                                                       |
| 31    | Bengals de Cincinnati              | Daxton Hill           | S        | Wolverines du Michigan           |                                                       |
| 32    | Vikings du Minnesota               | Lewis Cine            | S        | Bulldogs de la Géorgie           | Lions → Rams → Vikings du Minnesota                   |

### 2etour
| Choix | Équipe NFL                         | Joueur             | Position | Équipe universitaire          | Notes                                     |
| ----- | ---------------------------------- | ------------------ | -------- | ----------------------------- | ----------------------------------------- |
| 33    | Buccaneers de Tampa Bay            | Logan Hall         | DE       | Cougars de Houston            | Jaguars → Buccaneers                      |
| 34    | Packers de Green Bay               | Christian Watson   | WR       | Bison de North Dakota State   | Vikings → Lions → Packers                 |
| 35    | Titans du Tennessee                | Roger McCreary     | CB       | Tigers d'Auburn               | Jets → Titans                             |
| 36    | Jets de New York                   | Breece Hall        | RB       | Cyclones d'Iowa State         | Giants → Jets                             |
| 37    | Texans de Houston                  | Jalen Pitre        | S        | Bears de Baylor               |                                           |
| 38    | Falcons d'Atlanta                  | Arnold Ebiketie    | LB       | Nittany Lions de Penn State   | Giants → Jets → Panthers → Falcons        |
| 39    | Bears de Chicago                   | Kyler Gordon       | CB       | Huskies de Washington         |                                           |
| 40    | Seahawks de Seattle                | Boye Mafe          | DE       | Golden Gophers du Minnesota   | Broncos → Seahawks                        |
| 41    | Seahawks de Seattle                | Kenneth Walker III | RB       | Spartans de Michigan State    |                                           |
| 42    | Vikings du Minnesota               | Andrew Booth Jr.   | CB       | Tigers de Clemson             | Colts → Commanders → Vikings              |
| 43    | Giants de New York                 | Wan'Dale Robinson  | WR       | Wildcats du Kentucky          | Falcons → Giants                          |
| 44    | Texans de Houston                  | John Metchie III   | WR       | Crimson Tide de l'Alabama     | Browns → Texans                           |
| 45    | Ravens de Baltimore                | David Ojabo        | LB       | Wolverines du Michigan        |                                           |
| 46    | Lions de Détroit                   | Josh Paschal       | DE       | Wildcats du Kentucky          | Vikings → Lions                           |
| 47    | Commanders de Washington           | Phidarian Mathis   | DT       | Crimson Tide de l'Alabama     | Colts → Commanders                        |
| 48    | Bears de Chicago                   | Jaquan Brisker     | S        | Nittany Lions de Penn State   | Chargers → Bears                          |
| 49    | Saints de La Nouvelle-Orléans      | Alontae Taylor     | CB       | Volunteers du Tennessee       |                                           |
| 50    | Patriots de la Nouvelle-Angleterre | Tyquan Thornton    | WR       | Bears de Baylor               | Chiefs → Dolphins → Patriots              |
| 51    | Eagles de Philadelphie             | Cam Jurgens †      | C        | Cornhuskers du Nebraska       |                                           |
| 52    | Steelers de Pittsburgh             | George Pickens     | WR       | Bulldogs de la Géorgie        |                                           |
| 53    | Colts d'Indianapolis               | Alec Pierce        | WR       | Bearcats de Cincinnati        | Vikings → Packers → Raiders → Colts       |
| 54    | Chiefs de Kansas City              | Skyy Moore         | WR       | Broncos de Western Michigan   | Patriots → Chiefs                         |
| 55    | Cardinals de l'Arizona             | Trey McBride †     | TE       | Rams de Colorado State        |                                           |
| 56    | Cowboys de Dallas                  | Sam Williams       | DE       | Rebels d'Ole Miss             |                                           |
| 57    | Buccaneers de Tampa Bay            | Luke Goedeke       | OT       | Chippewas de Central Michigan | Bills → Buccaneers                        |
| 58    | Falcons d'Atlanta                  | Troy Andersen      | LB       | Bobcats de Montana State      | Titans → Falcons                          |
| 59    | Vikings du Minnesota               | Ed Ingram          | G        | Tigers de LSU                 | Packers → Vikings                         |
| 60    | Bengals de Cincinnati              | Cam Taylor-Britt   | CB       | Cornhuskers du Nebraska       | Bills → Buccaneers de Tampa Bay → Bengals |
| 61    | 49ers de San Francisco             | Drake Jackson      | DE       | Trojans de l'USC              |                                           |
| 62    | Chiefs de Kansas City              | Bryan Cook         | S        | Bearcats de Cincinnati        |                                           |
| 63    | Bills de Buffalo                   | James Cook †       | RB       | Bulldogs de la Géorgie        | Bengals → Bills                           |
| 64    | Broncos de Denver                  | Nik Bonitto †      | LB       | Sooners de l'Oklahoma         | Rams → Broncos                            |

## Joueurs notables sélectionnés dans les tours suivants
| Choix | Équipe                             | Joueur             | Pos | Université                   | Notes                     |
| ----- | ---------------------------------- | ------------------ | --- | ---------------------------- | ------------------------- |
| 129   | Cowboys de Dallas                  | Jake Ferguson †    | TE  | Badgers du Wisconsin         |                           |
| 153   | Seahawks de Seattle                | Tariq Woolen †     | CB  | Roadrunners de l'UTSA        |                           |
| 164   | Rams de Los Angeles                | Kyren Williams †   | RB  | Fighting Irish de Notre Dame | Patriots → Raiders → Rams |
| 167   | Cowboys de Dallas                  | DaRon Bland †      | CB  | Bulldogs de Fresno State     |                           |
| 262   | 49ers de San Francisco             | Brock Purdy †      | QB  | Cyclones d'Iowa State        |                           |
| ND    | Patriots de la Nouvelle-Angleterre | Brenden Schooler † | S   | Longhorns du Texas           |                           |
| ND    | Saints de La Nouvelle-Orléans      | Rashid Shaheed †   | WR  | Wildcats de Weber State      |                           |